# Massimo Camellin
Massimo Camellin é um médico oftalmologista italiano, mais conhecido por ter desenvolvido o "LASEK", procedimento cirúrgico a laser, que consegue corrigir miopia, astigmatismo e hipermetropia.